# Grundsunda

Gemeindewappen

Grundsunda ist eine ehemalige Gemeinde in Västernorrlands län in Schweden. Die 1863 eingerichtete Gemeinde existierte bis Ende des Jahres 1970. Hauptort der Gemeinde war Husum.
Die Gemeinde Grundsunda hatte eine Fläche von 317,10 km² und Ende 1960 2462 Einwohner. Seit 1971 gehört das Gemeindegebiet zur Gemeinde Örnsköldsvik.